# 뉴턴 (잡지)
《뉴턴》(Newton)은 일본의 뉴턴프레스(ニュートンプレス)에서 발행하는 과학 전문 잡지로 일본과 한국을 비롯하여 타이완·중국·이탈리아·에스파냐 등 전 세계 6개국에서 동시에 발행되고 있다. 최신 과학의 핵심을 미국 항공우주국, 유럽우주기구 등 권위 있는 국제 기구와 세계적인 사진 작가들이 제공하는 최신 사진, 자체 제작하여 고품질의 정밀 일러스트레이션으로 보여주는 그래픽 과학잡지이다. 대한민국에서는 1985년 5월 일본 뉴턴프레스와의 판권 계약으로 ‘과학의 대중화’라는 캐치프레이즈를 내건 ‘뉴턴코리아’가 창간하였다. 이로서 대한민국에서 가장 오래된 월간 과학 잡지가 되었다.

## 수상 경력
- 문화체육관광부에서 부여하는 ‘우수 잡지’로 선정되었을 뿐 아니라, 한국잡지협회에서 부여하는 ‘우수 전문 잡지’로 선정되어 그 우수성과 전문성이 입증되었다. 또한 대한민국 잡지와 출판 문화의 발달에 기여한 공로를 인정받아 문화체육관광부 장관상을 수상하는 등의 경력을 가지고 있다.

## 뉴턴 하이라이트
사토 가쓰히코(佐藤勝彦)가 감수하고 일본 뉴턴프레스에서 발행하는 단행본 시리즈로 Newton Special을 중심으로 Newton 잡지에 게재되었던 기사를 특정 분야의 특정 주제별로 재구성하고, 그 주제의 카테고리와 내용을 더욱 확대하고 심층적으로 다루어 완결된 체계로 구성되었다. 대한민국에서는 뉴턴코리아에서 번역하여 발행하며 매월 10~15일경 1권씩 신간이 발행된다.
아래는 2018년 월간 뉴턴 11월호 기준 국내 출판된 뉴턴 하이라이트의 목록이다.
- 물리

```
누구나 이해 할 수 있는 상대성 이론 (증보 제3판)
누구나 이해할 수 있는 양자론 (개정판)
시간이란 무엇인가?
0과 무한의 과학
빛이란 무엇인가?
차원이란 무엇인가?
시간과 공간
파동의 사이언스
뉴턴 역학과 만유인력
진공과 인플레이션 우주론
미래는 결정되어 있는가?

E=mc²

소립자란 무엇인가?
광속 
C

시간 여행과 상대성 이론
중력이란 무엇인가?
현대 물리학 3대 이론
아인슈타인의 시공론
현대 물리학의 핵심
비주얼 물리
빛과 색의 사이언스
무와 유의 물리학
```

- 화학

```
완전 도해 주기율표(개정신판)
이온과 원소
알기 쉬운 비주얼 화학
희소 금속, 희토류 원소
물과 수소
중고등학교 화학
```

- 생명과학

```
성을 결정하는 X와 Y
생명이란 무엇인가?
다윈 진화론
세포의 모든 것
iPS세포
생물 다양성
뼈와 화석
지능과 마음의 과학
생명 과학 키워드 100
식품의 과학 지식
비주얼 생물
놀라운 박테리아
10만 종의 단백질
갑충의 세계
약의 과학 지식
유전과 게놈
세포와 생명
```

- 인체과학

```
인체 - 21세기 해부학
인체의 구조와 질병
몸과 체질의 과학
뇌영상으로 보는 뇌과학
아기 탄생의 과학
비만의 사이언스
건강 검진은 질병을 막는다
바이러스와 감염증
감각 - 놀라운 매커니즘 
마음의 병과 치료법
인체와 첨단 과학
인체 - 소화의 과정
근육과 운동의 과학
뇌와 뉴런
현대인의 5대 질병
```

- 지구과학

```
공룡의 시대
날씨와 기상
지구의 과학
지구
심해의 세계
세계자연유산
화산의 모든 것
비주얼 공룡 사전
지진은 이렇게 일어난다
바다의 모든 것
```

- 우주과학

```
초신성과 블랙홀
우주 형상과 역사
신화와 과학으로 보는 별자리와 우주
우주는 무(無)에서 태어났다
달 세계 여행
BEST 우주 영상
철저 도해 - 살아 있는 태양
사계절의 별자리 관찰
대우주
암흑 물질과 암흑 에너지
화성 탐사의 시대
천문학 발전 400년
우주의 68가지 비밀
은하계 전도
최신 태양계 대도감
```

- 수학

```
신비한 수학의 세계
허수란 무엇인가?
확률의 세계
도형으로 배우는 수학
미분과 적분
수학 퍼즐과 논리 패러독스
자연의 기하학
엄선 수학 퍼즐 ll
0과 무한, 소수와 암호
수학 퍼즐 걸작 80
삼각 함수의 세계
통계와 확률의 원리
지수,로그,백터 
```

- 과학 기술

```
생활 주변의 과학
태양광 발전 (개정판)
원자력 발전과 방사능
하이테크의 세계
전력 - 미래의 에너지
신소재,신재료 100
모든 단위와 중요 법칙,원리집
21세기의 첨단 기술 35
수소 에너지와 핵융합 에너지
비행기의 과학
인공 지능
```

## 애플 사이언스 스쿨
애플 사이언스는 청소년과 아동을 위한 Newton이다. 